# Klement IV.
Klement IV. (lat. Clemens IV.; 23. listopadu cca 1195 Saint-Gilles, Gard – 29. listopadu 1268 Viterbo), narozen jako Gui Faucoi později k tomu přibylo ještě přízvisko le Gros, byl papežem od 5. února 1265 do 29. listopadu roku 1268.

## Život
Když mu zemřela matka, jeho otec, rytíř Foulquois, odešel do kartuziánského kláštera. Gui se později oženil a narodily se mu dvě dcery. Věnoval se studiu práva, proslavil se jako advokát. Když jeho žena zemřela, stejně jako jeho otec se vzdal světského života.
V roce 1256 již zastával úřad biskupa diecéze Le Puy-en-Velay, o tři roky později se stal arcibiskupem Narbonne, v roce 1261 kardinálem-biskupem diecéze Sabina. V roce 1265 byl zvolen papežem.
Zemřel o tři roky později. Kvůli sporům mezi kardinály pak zůstal papežský stolec téměř tři roky neobsazen.

## Odkazy

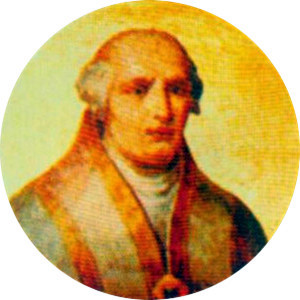
Portrét papeže Klimenta IV. v bazilice sv. Pavla za hradbami

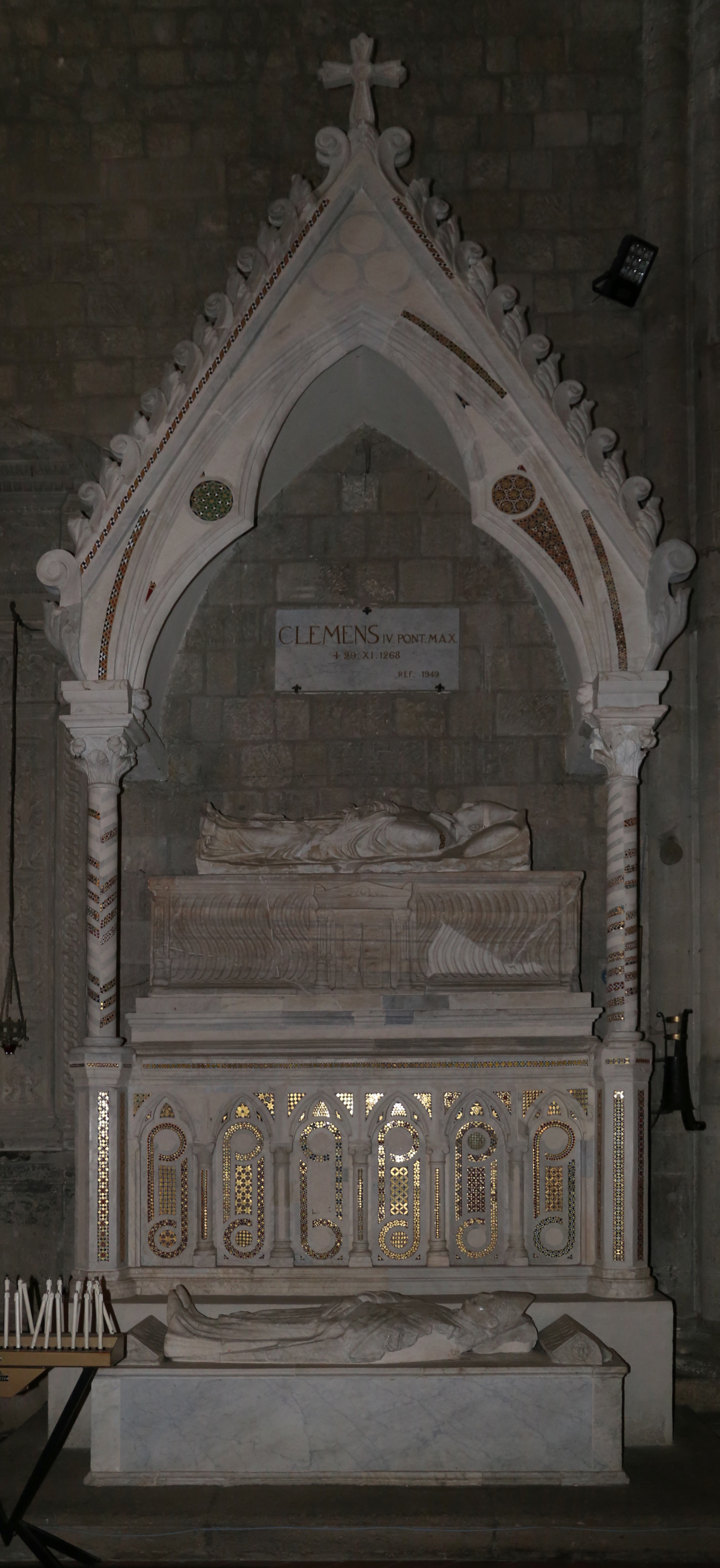
Hrobka papeže Klementa IV. v italském Viterbu